# Protestos no Iraque em 2012–2013
Os Protestos no Iraque em 2012–2013 começaram em 21 de dezembro de 2012, após uma incursão na casa do ministro das Finanças Rafi al-Issawi, um político sunita, e a prisão de dez de seus guarda-costas. Começando em Fallujah, os protestos depois se espalharam pelas partes árabes sunitas do Iraque. Os protestos centraram-se na questão do alegado sectarismo do primeiro-ministro Nouri al-Maliki. Protestos pró-Maliki também ocorreram no centro e no sul do Iraque, onde há uma maioria árabe xiita. Em abril de 2013, a violência sectária aumentou após os confrontos em Hawija em 2013. Os protestos agressivos continuariam ao longo de 2013 e, em dezembro, Maliki usou as forças de segurança para encerrar com firmeza as atividades do principal campo de protesto em Ramadi. Grupos sunitas, como o Exército dos Homens da Ordem de Naqshbandi, pegaram em armas em resposta, e uniram forças com o Conselho Militar Geral dos Revolucionários Iraquianos, um grupo militante formado por antigos baathistas, para conduzir uma campanha militar contra o governo iraquiano. O Estado Islâmico do Iraque e do Levante viria a crescer depois desse conflito civil.